# Wij Zijn Onze Bergen
Wij Zijn Onze Bergen (Armeens: Մենք ենք մեր լեռները, Menk enk, mer sareri) is een kunstwerk van Sargis Baghdasaryan. Het wordt ook wel Tatik Papik (opa & oma) genoemd. Het staat net buiten Stepanakert, de hoofdstad van de niet erkende Republiek Artsach, langs de weg naar Askeran. Het werd hier in 1967 neergezet.
Het beeld is opgebouwd uit tufsteen en representeerd een bejaarde man en vrouw die uit de grond van het gebied Karabach omhoog steken. Het is een belangrijk symbool voor de bevolking van het gebied. Het is tevens een verwijzing naar de twee pieken van de berg Ararat.
Het beeld is verwerkt in het wapen van de Republiek Artsach.